# 営利大学
営利大学（えいりだいがく）は、アメリカ合衆国の大学の種類。英語ではProprietary collegeと表記される。

## 概要
米国で営利を目的として運営されている大学。投資家からの投資を受けて、営利を目的として教育を販売して、利潤が上がればそれを投資家に配当するということをしている。
営利大学が登場したのは米国の植民地時代にさかのぼる。1660年にオランダからの入植者が夜間に数学や読み書きを教育していたという記録がある。それから後の時代に、ハーバード大学やイェール大学などの非営利大学は神学や古典や哲学を中心に教育していたのに対し、営利大学は簿記や測量などの実学を教育するという需要を満たしてきた。南北戦争が終わって奴隷制が無くなってからは、営利大学では非営利大学で教育を受けられなかった原住民や障害者などに教育を行ってきた。
1970年代からの米国では従来の学問よりも経営学やテクノロジーなどといった新たな学問が求められるようになり、1990年代からは教室や研究室のIT化が求められる。この機会に営利大学は従来の社会的少数者への教育に加えて、ビジネスやコンピュータなどの実務に即した教育を提供することで学生を集めることができて成長してきた。
1970年代からは全米各地にキャンパスや学習センターを設置して、学生は仕事帰りに立ち寄って勉強するという方式で人気を集める。1990年代からはインターネットの普及とともに、オンラインで学習する方式が拡大する。オンラインのメリットは学生数が増えようとも大学にかかるコストは増えないということ。これとともに全米各地の採算の取れない学習センターは閉鎖されていった。
アリゾナ州にあるフェニックス大学は全米で最大の営利大学。成長の要因は社会人をターゲットにして雇用のニーズを満たす教育をブランチキャンパスやオンラインで行うことと、教員の9割以上は非正規の実務家でキャンパスにはグラウンドや図書館などの施設を置かないことでコスト削減したことの2点があげられる。ピーク時の2000年は60万人者もの学生数であった。

## 問題点
米国で営利大学に入学する学生の大半が教育ローンや補助を受けており、教育ローンは学生の9割以上が受けている。だが営利大学を卒業できても、入学前に宣伝されていたように就職できなかったり稼げないという場合が多い。このため何万ドルものローンが残って返済できないという卒業生が多い。
政府によって行われた調査では2008年と2009年の営利大学の入学者の半数以上は入学してから4ヶ月で退学したという結果が出ている。短期大学ではこの数は63%にもなる。
2020年のフォーブスの記事では、卒業後5年以内に学費に費やした金額を回収できる割合は、州立大学ならば84%であるのに対し営利大学は24%であった。卒業後10年以内に回収できる割合は、州立大学は94%であるのに対し営利大学は36%であった。さらに営利大学の51%は卒業しても投資を一切回収できないという調査結果が出た。